# Claude-Charles Dallet
Pour les articles homonymes, voir Dallet (homonymie).
 (décembre 2017).
Si vous disposez d'ouvrages ou d'articles de référence ou si vous connaissez des sites web de qualité traitant du thème abordé ici, merci de compléter l'article en donnant les références utiles à sa vérifiabilité et en les liant à la section « Notes et références ».
Claude-Charles Dallet  né le 18 octobre 1829 à Langres et mort le 25 avril 1878 au Tonkin est un missionnaire catholique français qui est principalement connu pour son travail sur L'Histoire de l'Église de Corée, considéré comme le premier livre occidental sur l'étude de la Corée.

## Biographie
Charles Dallet est né à Langres, en France, le 18 octobre 1829. Il rejoignit les Missions étrangères de Paris en 1850 et fut ordonné prêtre le 5 juin 1852. Peu de temps après, il fut envoyé à Mysore, dans le sud de l'Inde. Il fut nommé vicaire apostolique de Bangalore en 1857. En 1859, il publia, en anglais, un travail intitulé Controversial Catechism, or short answers to the objections of Protestants against the true religion (Catéchisme controversé, ou de courtes réponses aux objections des Protestants contre la vraie religion).
Il passa les années 1860 à 1863 en France, en convalescence après des crises d'épilepsie. Au cours de cette période, il supervisa le moulage des fontes de caractères pour les langues Télougou et Kanara, qu'il avait prises avec lui quand il était retourné à Bangalore en 1863 ; il utilisa ces fontes pour quelques publications en langues vernaculaires sous sa direction. En 1867, il devint malade et revint en France.
En 1870, il fut envoyé au Québec, en tournée de conférences. Il séjourna un temps à l'Université Laval à Québec. C'est là qu'il classa les manuscrits concernant l'Église catholique en Corée — en grande partie le travail de l'évêque martyr Antoine Daveluy. Ces manuscrits lui fournirent la documentation pour son Histoire de l'Église de Corée (1874, deux volumes). En 1877, Mgr Dallet retourna en Inde, cette fois en passant par la Russie, la Mandchourie, la Chine et le Japon. En provenance du Japon, il s'arrêta en Cochinchine. Pendant son séjour à Tonkin, il mourut de la dysenterie le 25 avril 1878.